# Coll de Padern
El Coll de Padern és un coll situat a 950,6 m alt dels contraforts septentrionals dels Pirineus entre els termes comunals dels Banys d'Arles i Palaldà, a l'antic terme de Montalbà, i de Reiners, tots dos del Vallespir (Catalunya del Nord).
És a la zona sud-est del terme comunal al qual pertany, al nord-est del poble de Montalbà, al sud-oest, a prop, de les ruïnes del Mas Nou, de Reiners, just al sud-est del Puig del Bosquet.